# Монтеспан, Франсуаза-Атенаис де
Франсуа́за-Атенаи́с де Рошешуа́р де Мортема́р (фр. Françoise ("Athénaïs") de Rochechouart; около 5 октября 1640, Люссак-Ле-Шато — 27 мая 1707, Бурбон-л’Аршамбо), известная как маркиза де Монтеспа́н (фр. Marquise de Montespan) или мадемуазель де Тонне́-Шара́нт (фр. Mademoiselle de Tonnay-Charente) — официальная фаворитка короля Франции Людовика XIV в период с 1667 по 1683 годы, мать его семерых детей.
Принадлежащая к одному из самых старинных дворянских родов Франции, дому Рошешуар, мадам де Монтеспан имела неофициальный титул «истинной королевы Франции» по причине своего огромного влияния на королевский двор в период своих романтических отношений с королём Людовиком XIV.
Её «господство» при французском дворе длилось более десяти лет; примерно с 1667 года, когда она впервые танцевала с 29-летним Людовиком XIV на балу в Лувре, устроенном младшим братом короля Филиппом Орлеанским, и вплоть до её предположительного участия в нашумевшем скандале с отравлениями в конце 1670-х — начале 1680-х годов.
Среди её потомков — представители несколько европейских королевских династий — Испании, Италии, Болгарии и Польши.

## Детство и молодость
Франсуаза де Рошешуар де Мортемар родилась 5 октября 1640 года в шато Люссак на территории современного французского департамента Вьенна (регион Пуату — Шаранта). Крестили её в тот же день. Франсуаза (позже, под влиянием прециозного направления в искусстве, она взяла себе имя Атенаис) происходила от двух знатных французских домов — её отцом был Габриель де Рошешуар, маркиз де Мортемар (герцогство с 1663 года), князь Тонне-Шарант, а матерью была Диана де Грансень (фр. Diane de Grandseigne), фрейлина королевы Франции Анны Австрийской. В девичестве юная Франсуаза носила титул мадемуазель де Тонне-Шарант.
Родные сёстры и брат Франсуазы:
- Габриела (1633—1693), служившая всю жизнь придворной дамой, известная как мадам де Тианж,
- Луи Виктор (25 августа 1636—1688), известный как герцог Вивонн, приятель Людовика XIV в детстве.
- Мари Мадлен Габриела Аделаида (1645—1704), имевшая прозвище «королева аббатис» благодаря своему родству с Франсуазой.

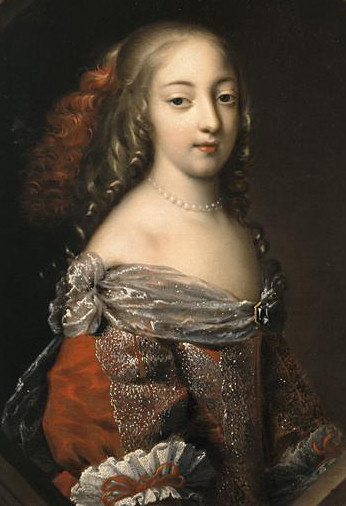
Мадемуазель де Тонне-Шарант (ок. 1660); коллекция Версаля

От своего отца она унаследовала знаменитое фамильное остроумие Мортемаров. В детстве она часто путешествовала со своей матерью между семейными владениями и королевским двором в Париже. По достижении 12 лет Франсуазу отдали на обучение в женский монастырь святой Марии в шарантском Сенте, где 10 годами ранее обучалась её старшая сестра Габриела. Франсуаза отличалась большой набожностью и принимала причастие каждую неделю.
18-летняя Франсуаза вышла из обители в 1658 году, имея титул Мадемуазель де Тонне-Шарант.
Вскоре она прибыла ко двору Франции благодаря протекции королевы-матери Анны Австрийской (а также благодаря своей тётке, Анне де Рошешуар де Мортемар (фр. Anne de Rochechouart de Mortemart), которая была партнёром королевы по играм). В возрасте 20 лет девушка поступила на службу фрейлиной к Генриетте Стюарт, супруге Филиппа Орлеанского, младшего брата короля Людовика XIV. Позже, благодаря стараниям своей матери перед королевой-матерью Анной Австрийской, Франсуаза становится фрейлиной молодой королевы Марии Терезии.

### Замужество
22-летняя Франсуаза 28 января 1663 года вышла замуж за Луи Анри де Пардайана де Гондрена (фр. Louis Henri de Pardaillan de Gondrin), маркиза де Монтеспана (1640—1691), младшего сына в своей семье, заядлого картёжника и транжиры, любителя выпить и знатного дамского угодника. По некоторым источникам Франсуаза была влюблена в Луи де Ла-Тремуйля, сына видного деятеля Фронды герцога де Нуармутье, но после неудачной дуэли тот был вынужден уехать в Испанию, а Франсуазу обручили с Монтеспаном.
Свадебная церемония проходила в парижской церкви Сент-Эсташ.
Менее чем через 10 месяцев после свадьбы Франсуаза родила первого ребёнка, дочь Мари-Кристину. Уже через две недели после родов Франсуаза танцевала на балу при дворе. А примерно через год она родила своего второго ребёнка, сына Луи Антуана. Итак, в браке с маркизом Монтеспаном Франсуаза имела двоих детей:
- Мари-Кристина де Гондрен де Монтеспан (17 ноября 1663—1675), умершая в юности в шато де Боннфон, одном из отцовских замков в Гаскони.
- Луи Антуан де Пардайан де Гондрен (5 сентября 1665 — 2 ноября 1736), маркиз, а затем и герцог д’Антен. Луи Антуан впоследствии был искренне дружен с внебрачными сыновьями Франсуазы от короля Людовика XIV, Луи-Огюстом и Луи-Александром.

Супружеская пара жила в Париже в скромном доме неподалёку от Лувра, что позволяло мадам де Монтеспан легко появляться при дворе и исполнять обязанности фрейлины герцогини Орлеанской. Очень быстро за ней закрепилась слава красотки королевского двора. Но красота была далеко не единственным достоинством маркизы. Она была образованным и приятным собеседником, чьим мастерством восхищалось множество словесников той эпохи, в том числе Мадам де Севинье и мемуарист Сен-Симон. К тому же, она старалась быть в курсе текущих государственных и политических событий. Всё это в совокупности делало её исключительно привлекательной в глазах властных особ Франции. Уже тогда множество поклонников искали её расположения, среди которых отмечены граф Фронтенак и маркиз де Лафар.
Но она была не к месту замужем за невоздержанным гасконцем. Маркиз, будучи мужем Франсуазы, не собирался мириться с ее изменой и устроил крупный скандал при дворе, узнав о её отношениях с королём. Он неожиданно прибыл в Сен-Жерменский дворец в украшенной настоящими оленьими рогами карете и прилюдно обвинил супругу в неверности. Маркиз де Монтеспан был немедленно заключён в парижскую тюрьму Фор-Левек, и затем выслан к себе на родину, в Гасконь, где он и находился вплоть до своей смерти в 1691 году. Чтобы показать своё отношение к неверной супруге, он похоронил пустой гроб, а на надгробии распорядился написать имя супруги. После подобной выходки король настоял на разводе фаворитки и маркиза.

## Официальная фаворитка короля Франции

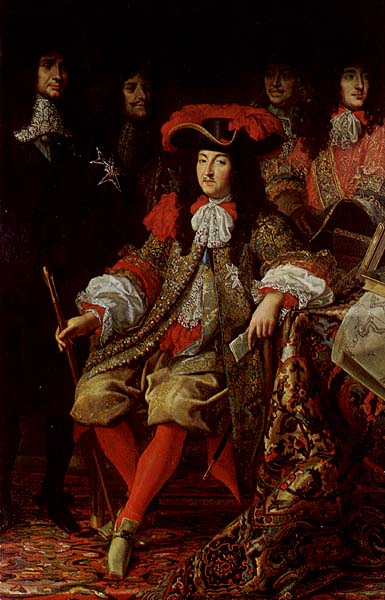
Людовик XIV (1667); Коллекция Версаля

Осенью 1666 года 26-летняя Франсуаза была представлена 28-летнему королю Людовику XIV. Поначалу король не обратил внимания на Франсуазу, увлечённый любовью к своей 22-летней фаворитке Луизе де Лавальер, которая состояла фрейлиной при всё той же Генриетте Стюарт. Впоследствии, король, бывая у своей фаворитки Лавальер, часто встречал Франсуазу и обратил внимание на её остроумные выражения, непринуждённые и жизнерадостные. Мало-помалу, Франсуаза снискала расположение Людовика XIV. Маркиза стала фавориткой короля в мае 1667 года. Живая, игривая, жеманная, она очаровывала своим присутствием и переполнялась насмешливыми и колючими остротами, не щадившими никого. Франсуаза унаследовала пресловутое семейное «остроумие Мортемаров». При этом она была прямолинейна и набожна.
В скором времени придворным стала очевидна глубокая близость отношений между Франсуазой и королём. Её апартаменты находились поблизости от апартаментов монарха, и проницательные придворные без труда нашли объяснение, почему оба персонажа одновременно отсутствовали в обществе королевы. Действующая фаворитка, Луиза де Лавальер, довольно скоро осознала, что её место в сердце короля Людовика теперь принадлежит другой. Но королева Мария Терезия не допускала такой мысли в отношении себя. Мадам Монтеспан смогла убедить королеву в своей добродетели.
В 1670 году положение Франсуазы было раскрыто публично, поскольку в ходе путешествия двора во Фландрию она находилась в карете короля и королевы. Согласно протоколу, когда она поднималась в карету, её дверцы окружали четыре гвардейца.
В свою очередь, Луиза де Лавальер не желала уступать своё место. Любя короля, прежняя фаворитка стойко переносила все наступившие тягости: охладевшее отношение своего возлюбленного, насмешки своей сильной соперницы, безразличие придворных. Только в 1674 году Луиза де Лавальер покинула королевский двор. Мадам Монтеспан, родив уже пятого внебрачного ребёнка, была удостоена титула официальной фаворитки короля Франции Людовика XIV.

Богиня Юнона, торжествующий громовержец, красотой которой должны восхищаться все посланники.
Оригинальный текст (фр.)Beauté à faire admirer à tous les ambassadeurs, Junon tonnante et triomphante.
— Мадам де Севинье
В следующем, 1675, году скончался отец официальной фаворитки, проницательный и искусный придворный, герцог де Мортемар.
Годы славы Франсуазы сопровождались кризисами, поскольку маркиза была капризной, властной, расточительной, обладала страстными амбициями и горячей завистью. Она устраивала скандалы даже королю. Опасаясь стремлений короля Людовика к новым ощущениям, мадам Монтеспан на время смогла отменить существование фрейлин королевы, поскольку в поступающих на службу новых юных персонажах она видела своих соперниц, а также, чтобы сохранить в тайне появление на свет её детей от Людовика XIV.

### Роскошное правление

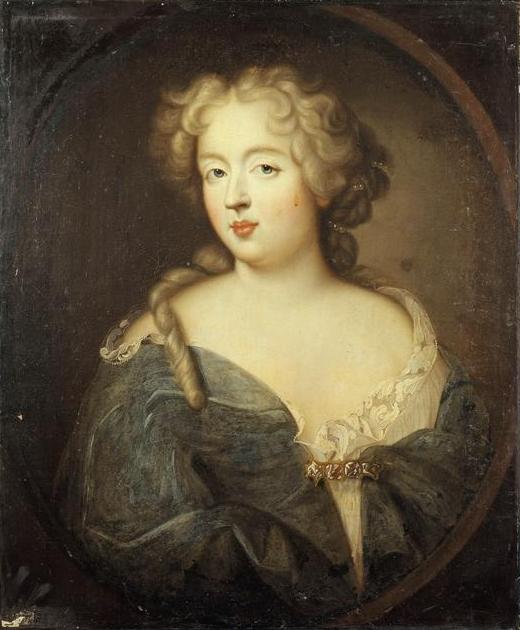
Портрет мадам де Монтеспан (ок. 1675)

Влияние фаворитки на короля вскоре переросло в её влияние на дела королевства. Она обладала множеством способов оказывать влияние на короля и её расположения искали многочисленные министры и придворные. Они искали её советов и считались с её мнением. Людовик XIV, находивший Франсуазу легкомысленной и забывчивой, представлял её своим министрам как ребёнка. Присутствуя на заседаниях Королевского совета, этот «ребёнок» узнал множество государственных тайн.
Мадам де Монтеспан с таким же восторгом интересовалась роскошными излишествами, которые в период её милости, распространились весьма широко, она смягчила общественные нравы (и, возможно, испортила их), придала дополнительный импульс развитию торговли и производства, а также поощряла таланты мастеров изящных искусств. Можно предположить, что именно она способствовала развитию у Людовика XIV вкуса к крупным свершениям и к роскошной пышности. Король согласился построить под Версалем великолепный дворец Кланьи, где маркиза создала вокруг своей особы блестящий двор, в среде которого преобладало остроумие. Мадам де Монтеспан оказывала протекцию Жану де Лафонтену, Мольеру и Филиппу Кино.
Эпоха мадам де Монтеспан считается самым блестящим и самым славным периодом в годы правления короля-солнца.
При этом маркиза постаралась устроить положение своих родственников. Так, король назначил её отца губернатором Парижа (1669), её брата герцога Вивонн — маршалом Франции (1675), а её младшая сестра Мари Мадлен получила пост аббатисы богатого монастыря Фонтевро (1670).

### Апартаменты в Версале

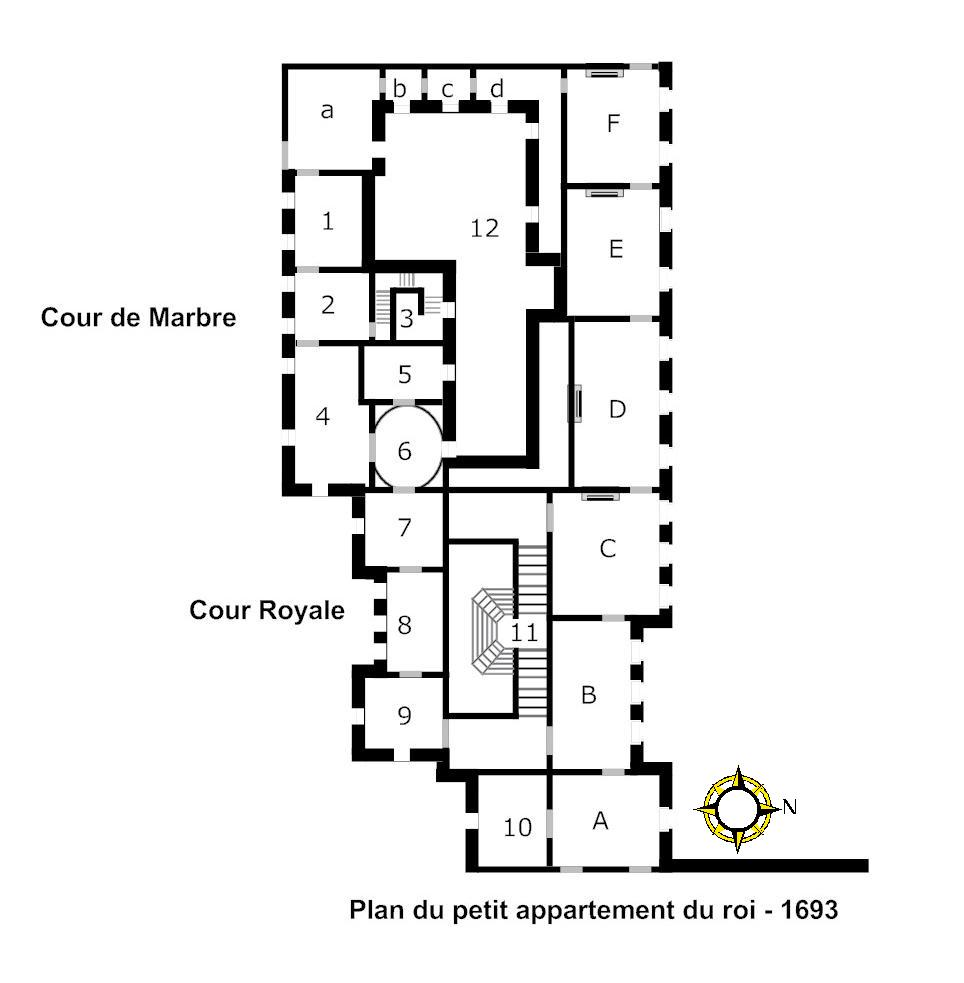
План северного крыла Версаля (1693 год); прежние апартаменты мадам Монтеспан отмечены цифрами 7, 8 и 9

Для размещения мадам де Монтеспан, уже прочно господствовавшей в сердце Людовика XIV, в 1669 году в Версале было решено построить новое крыло в северной части здания, соединявшее старый угловой флигель дворцовой часовни с Министерским флигелем. Помещения апартаментов находились на втором этаже, непосредственно возле парадной Лестницы Послов, и все 5 окон апартаментов выходили прямо на Королевскую площадь дворца. Декорирование апартаментов было завершено в 1671 году, и с самого начала в них была устроена роскошная галерея с мраморными бюстами и колоннами. Впоследствии эти помещения неоднократно будут полностью перестроены и поэтому достоверные данные о внутреннем оформлении апартаментов, узорах золочения стенных панелей, расстановке мебели в наше время отсутствуют.
В 1685 году по причине того, что влияние маркизы де Монтеспан шло на убыль из-за приписываемого ей участия в «Деле о ядах», король присоединил занимаемые ею помещения к своим Малым апартаментам, а саму фаворитку переселил в Банный кабинет на втором этаже Дворца. На месте её шикарной галереи Миньяр по заданию Людовика XIV обустроил галерею, предназначенную для размещения полотна «Моны Лизы».
В настоящее время в Версале на месте апартаментов мадам де Монтеспан на втором этаже дворца расположены Кабинет золотого сервиза, Библиотека Людовика XVI и Фарфоровая столовая.

### Внебрачные дети
Фактически у короля Людовика XIV и мадам де Монтеспан было семеро детей, из которых 6 впоследствии узаконили (без упоминания её имени), а зрелого возраста достигло четверо из них.

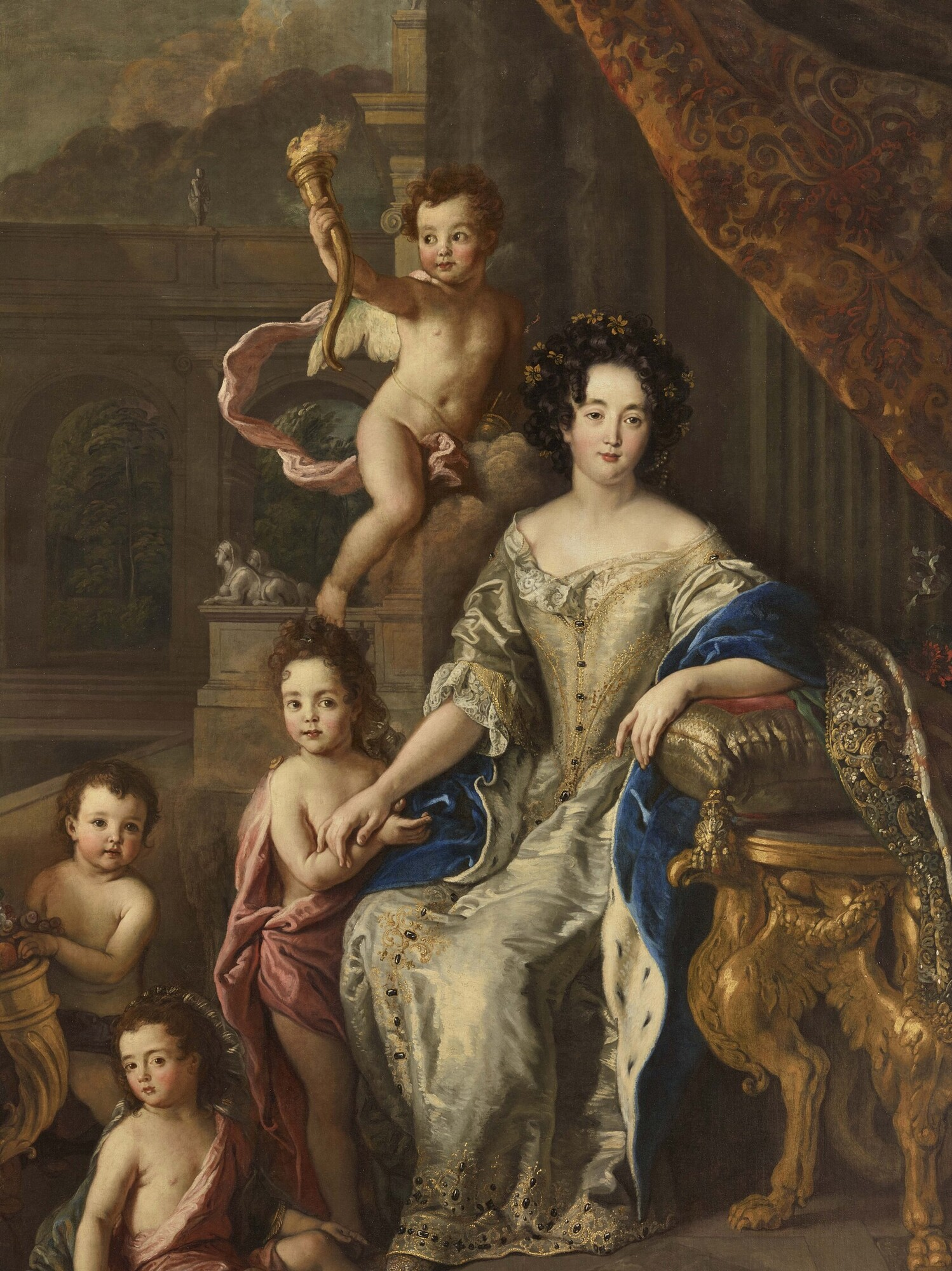
Маркиза де Монтеспан с четырьмя детьми, признанными своими Людовиком XIV и получившими от него фамилию Бурбон.
С картины художника Шарля де Лафосса, 1677, Версальский дворец

Рождение первого ребёнка держали в секрете, и в наше время нет единого мнения даже о поле этого ребёнка. Предположительно, он появился на свет в 1669 году и уже в 1672 году умер. Второго из семерых детей мадам Монтеспан принесла королю в марте 1670 года. Это был мальчик, Луи-Огюст (1670—1736), и его воспитание поручили приятельнице мадам де Монтеспан, вдове поэта Скаррона (впоследствии ставшей известной под именем мадам Ментенон). Для размещения новорожденного и мадам Скаррон король купил небольшой дом в деревне Вожирар. Со временем, маркизе прискучит такая тягостная деликатность, и она прекратит скрывать от общественности своих детей.
В 1673 году трое живых детей Людовика XIV были узаконены королём и им была дана королевская фамилия Бурбон. Однако в документах легитимизации имя их матери не упоминалось. Вероятно, причиной этого был замужний статус мадам де Монтеспан, и если бы их мать указали официально, то её законный муж, маркиз Монтеспан, мог заявить юридические права на внебрачных детей короля и Франсуазы. Король наделил узаконенных детей титулами — самый старший, Луи-Огюст де Бурбон, стал герцогом Мэнским; второй ребёнок, Луи-Сезар де Бурбон, стал графом Вексен; а третий, Луиза Франсуаза де Бурбон, получила титул Мадмуазель де Нант. Поскольку мадам де Монтеспан большую часть своего времени отдавала круговерти придворной жизни, её трое детей не часто общались со своей матерью, и большая часть их детских лет прошла в обществе воспитателя, мадам Скаррон.
В 1674 году королевский генеральный прокурор при поддержке шести судей в Большом Шатле объявил об официальном прекращении супружеской общности жизни с её мужем.
Со временем привязанность Людовика стала ослабевать, и мадам де Монтеспан сильно переживала по этому поводу. Согласно преданиям, она даже обратилась к чёрной магии, чтобы вернуть расположение короля.
Из-за её первостепенной роли в королевской измене Людовика католическая церковь враждебно воспринимала фаворитку. В 1675 году священник Лекюер отказал ей в отпущении грехов, которое необходимо каждому католику для принятия пасхального причастия. Король пытался влиять на служителей церкви, но те оказались глухи к его просьбам.
После непродолжительного охлаждения король и мадам де Монтеспан возобновили свои отношения, и у них родилось ещё двое детей — в 1677 году Франсуаза-Мария, Мадемуазель де Блуа, и в 1678 году Луи-Александр, граф Тулузский. Оба были узаконены в 1681 году.

## Скандал с отравлениями и опала
Нашумевшее Дело о ядах, которое разгорелось с новой силой в сентябре 1677 года, стало закатом эпохи властвования мадам Монтеспан. Долгое время предполагалось участие Франсуазы в этом громком скандале с отравлениями, однако доказательных обвинений мадам Монтеспан не предъявляли. Расследование случаев отравления было поручено первому начальнику парижской полиции и старшему судье королевского двора Габриелю Николя де Ла Рейни, и он сумел получить обширные свидетельские показания против мадам Монтеспан. Несколько заключённых свидетельствовали о том, что она давала королю афродизиаки без его ведома, заказывала чёрные мессы, на которых приносили в жертву младенцев, а также о том, что она добивалась смерти короля. Катрин Монвуазен, обвинявшаяся в том, что она поставляла яды своим клиентам из числа французской знати, назвала и маркизу де Монтеспан среди них. Однако очевидная противоречивость этих показаний говорила о невиновности королевской фаворитки. Тем не менее у короля и придворных появилась некоторая настороженность в отношении мадам Монтеспан, поскольку имя её служанки, мадемуазель Дэз-Ойе, очень часто упоминалось свидетелями по отношению к обвинённой Ла Вуазен.
Подозрение в том, что мадам Монтеспан могла быть способна на убийство, заставило короля обратить свой взор на другую красотку — Анжелику де Фонтанж. В 1678 году 40-летний Людовик XIV безумно влюбился в прекрасную Анжелику де Фонтанж, которой только исполнилось 17 лет. Она появилась при дворе по протекции самой же мадам Монтеспан, которая полагала удержать короля при себе, представив ему юную наивную девушку. Однако вышло иначе. Мадемуазель де Фонтанж очень быстро оказалась в тягости, но родила раньше срока и мальчик не выжил. Уже тогда она страдала от недуга, медленно ослаблявшего её с каждым днём, и в 1681 году она скончалась. Таким образом, эта преждевременная смерть также попала в расследование в рамках Дела о ядах. Опороченная ещё одной печальной историей, маркиза была оставлена королём.
Со временем мадам Монтеспан полнела и её красота блекла. А король Людовик XIV с возрастом стал ощущать стремление к более размеренной и благочестивой жизни, к чему его также всячески поощряла мадам Ментенон, со временем ставшая подругой короля. Воспитательница внебрачных детей короля, призвав на помощь свою незапятнанную репутацию, избрала путь религиозности и нравственности, чтобы уберечь Людовика от его ошибок. Суровые увещевания мадам Ментенон ранили короля своей обоснованностью; однако привыкший за долгое время к получению удовольствий, он сначала позволял мадам Монтеспан увлечь себя, а затем сожалел о своей слабости в присутствии мадам Ментенон. Отсюда возникла взаимная ревность между двумя женщинами. Людовику XIV приходилось лично вмешиваться в их ссоры, чтобы достичь примирения, но на следующий день дрязги вспыхивали с новой силой.

### Изгнание
Начиная с 1683 года мадам Монтеспан лишилась статуса официальной фаворитки короля, однако, не решаясь удалиться от Людовика, она жила при дворе ещё 8 лет. 43-летняя мадам Монтеспан придерживалась прежнего образа жизни, участвуя в больших празднествах и живя на широкую ногу.
Даже после скандальных подозрений, разделивших Людовика XIV и мадам Монтеспан, король продолжал ежедневно посещать её комнаты в Версале. Проницательность, обаяние и умение оживить беседу, присущие мадам Монтеспан, немного сглаживали её новое положение отвергнутой фаворитки.
В 1685 году её дочь Мадмуазель де Нант вышла замуж за Бурбонского герцога Людовика III Бурбон-Конде. В 1692 году её сын герцог Мэнский взял в жёны внучку Великого Конде, а ещё одна её дочь, Франсуаза-Мария, вышла замуж за племянника короля, герцога Шартрского. Она гордилась блестящими браками своих детей. Впрочем, король самостоятельно планировал эти браки, благодаря чему внебрачный, но узаконенный сын, герцог Мэнский получал возможность взойти на престол Франции в случае пресечения рода Бурбонов и, на случай своей смерти, он распорядился, чтобы герцог Мэнский и его брат, граф Тулузский, обеспечивали регентство будущего Людовика XV.
В 1691 году, когда придворный священник Боссюэ рассказал королю о том, что мадам Монтеспан обратилась к нему с просьбой помочь покинуть двор и переехать в монастырь, Людовик XIV ответил: «С радостью!». Таким образом, полностью утратив расположение короля, в 1691 году мадам Монтеспан в возрасте 51 года, получив содержание в 500 000 франков, удалилась в парижскую женскую обитель Filles de Saint-Joseph (Дочери святого Иосифа), основанную ею же и находившейся в домах 10 — 12 по улице Сен-Доменик в современном VII округе Парижа.
В этом же году у себя на родине в Гаскони умер бывший муж мадам Монтеспан Луи Анри де Пардайан де Гондрен.

## Поздние годы
Прожив в опале более 15 лет, мадам Монтеспан жертвовала крупные суммы больницам и приютам. Также она оставалась покровительницей литературных талантов.

### Смерть
Последние годы её жизни прошли в строгом покаянии. Она умерла 27 мая 1707 года в возрасте 66 лет, принимая лечебную ванну на термальном курорте Бурбон-л’Аршамбо в родовом гнезде Бурбонов в Оверни, где она находилась на лечении. Три младших ребёнка неподдельно скорбели о её уходе. Примечательно, что 68-летний король запретил всем её детям носить траур по смерти матери.
Её похоронили в часовне кордельеров в Пуатье рядом с могилой строгой и набожной матери Франсуазы, Дианы де Грансень. В наше время на этом месте находится торговый центр Кордельер, где заметны остатки прежней часовни.

### Отношение к вести о смерти
Герцогиня Бурбон, герцогиня Орлеанская и граф Тулузы в знак почтения к скончавшейся матери отказались от участия в событиях королевского двора. Старший внебрачный сын, герцог Мэнский, принял сторону короля и с трудом скрывал радость по поводу известия о смерти матери. Он всегда считал для себя большей матерью воспитавшую его мадам Ментенон.
Что касается самой мадам Ментенон, узнав о смерти Франсуазы-Атенаис, она, по некоторым источникам, тяжело переживала это известие. Именно Франсуаза помогла ей попасть ко двору, доверив воспитание своих внебрачных детей, что позволило той привлечь к себе первое внимание короля.

## Внешний облик и особенности характера

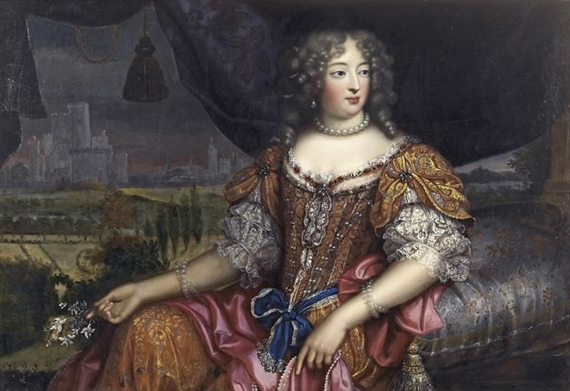
Портрет кисти Пьера Миньяра (ок. 1670)

В соответствии с нормами той эпохи Франсуаза считалась «удивительно красивой». У неё были большие голубые глаза, длинные, густые золотистые волосы, вьющимися локонами спадающие по плечам, и пышная чувственная фигура. «Обладая неожиданной красотой богини, шелковистыми и вьющимися светлыми волосами, лазурным взором, тонкими устами, орлиным носиком, она в то же время обладала живым и проницательным разумом, фамильным остроумием Мортемаров, передающимся по наследству в этом семействе», — говорила мадам де Севинье. Она была язвительной, но не злобной, приятной рассказчицей. Принято считать, что мадам Монтеспан поднимала на смех множество людей, но только чтобы позабавить короля. Однако нельзя сказать, что её иронические насмешки оставались без последствий, придворные опасались их. Главным образом, придворные старались не прогуливаться перед окнами дворца, когда Людовик XIV находился в обществе Франсуазы; такие прогулки назывались «расстрелом».
Её характер отличался сумасбродством и придирчивостью и, в то же время, она была достаточно обаятельной, чтобы получать всё, что ей было угодно. Она была дорогой и восхитительной, как сам дворец Версаль. У неё было множество драгоценных камней, и она была весьма разборчива касательно качества камней, возвращая их обратно в случае отклонения от её стандарта. Одно время у неё было прозвище Quanto («Сколько стоит» на итальянском). Вследствие своей любви к еде и по причине множества беременностей, к сорока годам она набрала лишний вес, и её фигура стала отталкивающе полной.

## Внебрачные дети от Людовика XIV
Фактически у короля Людовика и маркизы де Монтеспан было семеро детей. Зрелого возраста достигло четверо из них:
- Первый ребёнок, оставленный в тайне (1669—1672); по некоторым источникам, это была дочь Луиза-Франсуаза, по другим — мальчик без имени (биография J.-Ch. Petitfils),
- Луи-Огюст де Бурбон, герцог Мэнский (1670—1736), был женат на Анне Луизе Бенедикте, дочери первого принца крови Генриха III, принца Конде (против её воли),
- Луи-Сезар де Бурбон, граф де Вексен, настоятель аббатства Сен-Жермен-де-Пре (1672—1683),
- Луиза Франсуаза де Бурбон, Мадмуазель де Нант (1673—1743), супруга Людовика III Бурбон-Конде, герцога де Бурбон, 6-го принца Конде,
- Луиза Мария Анна де Бурбон, Мадмуазель де Тур (1674—1681),
- Франсуаза-Мария де Бурбон, вторая Мадмуазель де Блуа (1677—1749), супруга Филиппа II Орлеанского (ставшего впоследствии регентом Франции),
- Луи-Александр де Бурбон (1678—1737), граф Тулузы.

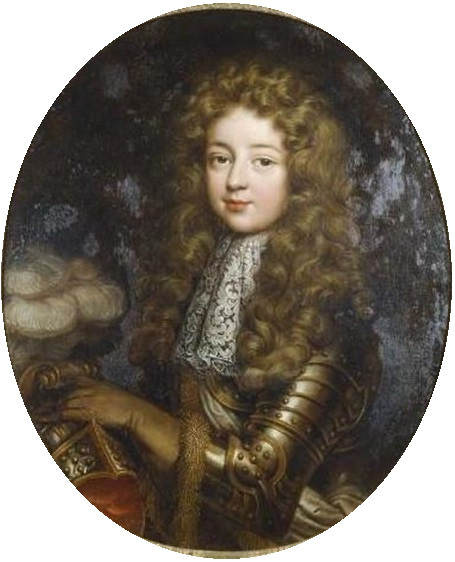
Луи-Огюст де Бурбон (1670—1736) в возрасте около 10 лет
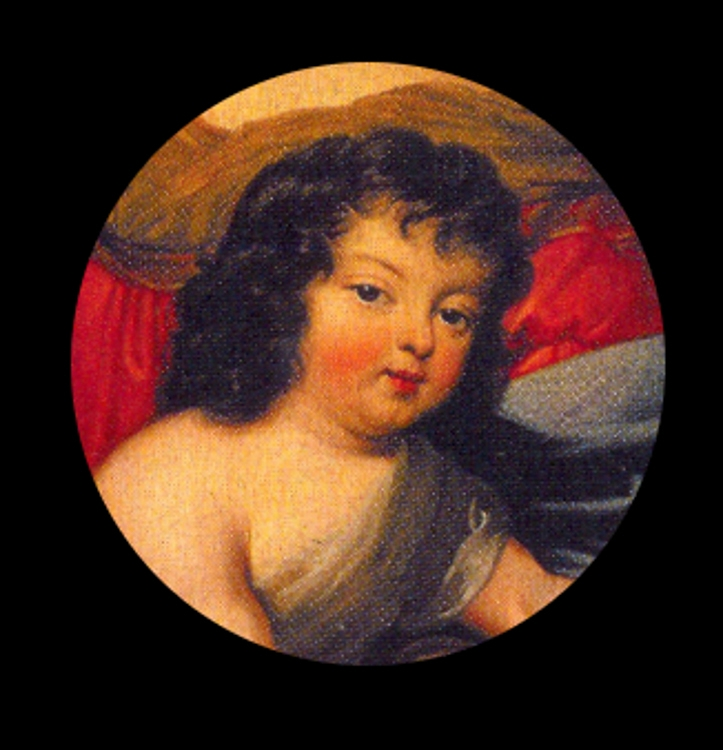
Луи-Сезар де Бурбон (1672—1683)
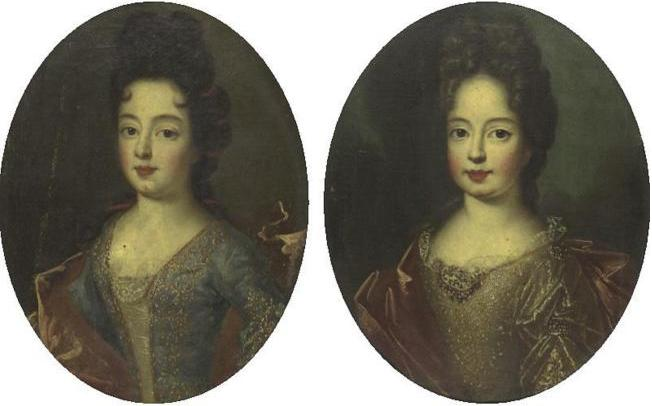
Франсуаза-Мария де Бурбон (1677—1749) и Луиза Франсуаза де Бурбон (1673—1743)
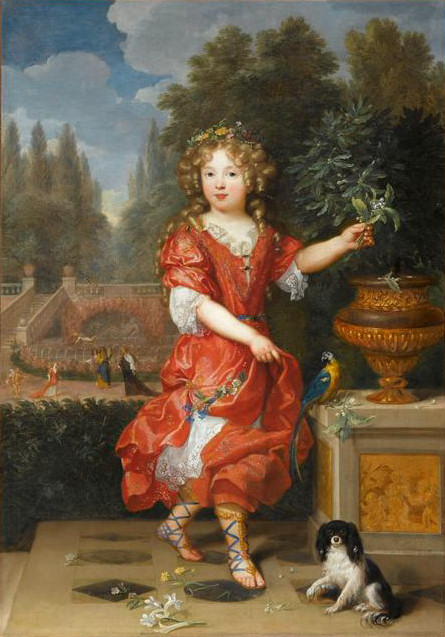
Луиза Мария Анна де Бурбон (1674—1681)
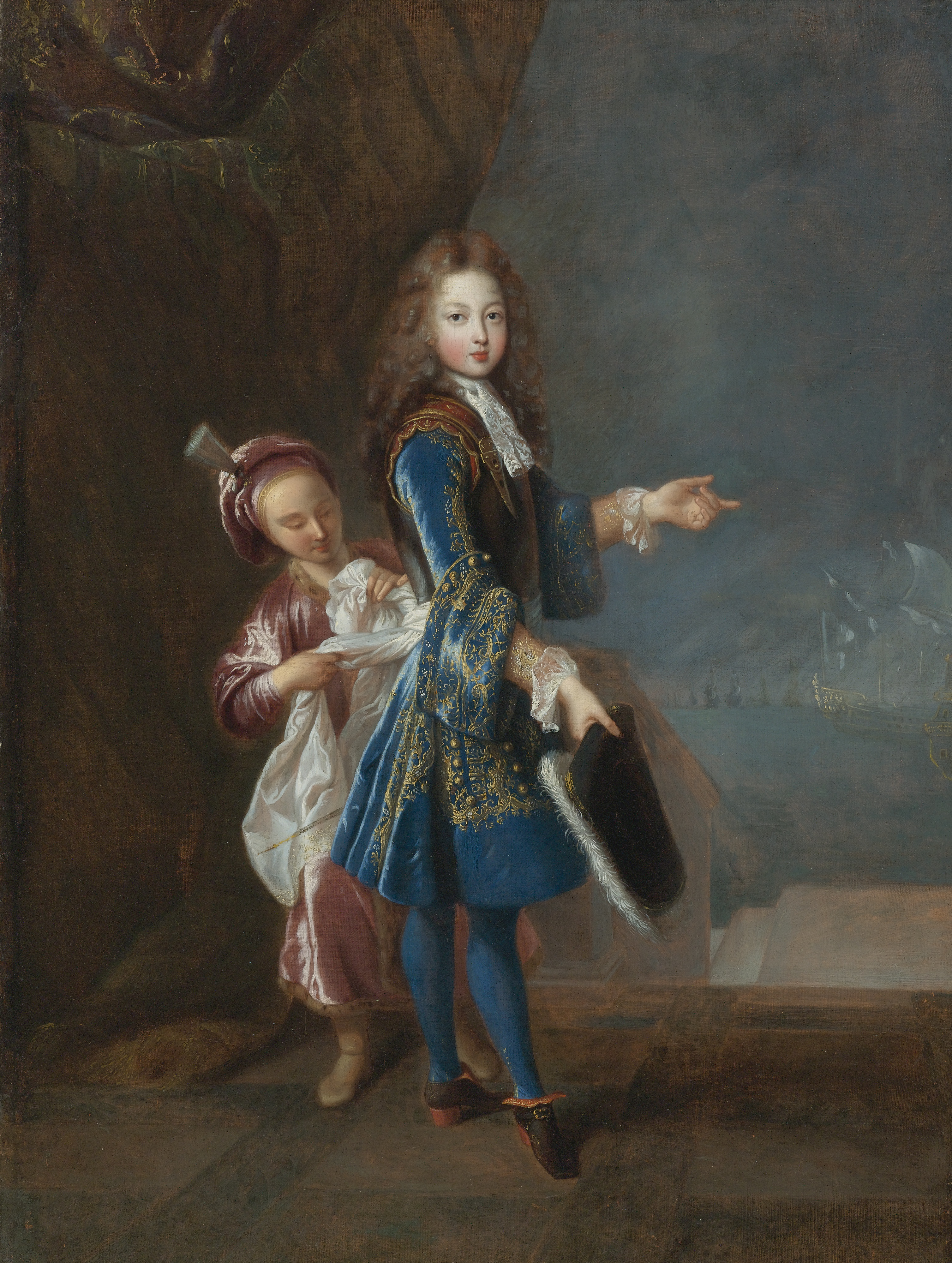
Луи-Александр де Бурбон (1678—1737)

## Наследие

### Орлеанский дом (четвёртое создание)
Через трёх своих детей — Луизу Франсуазу, Франсуазу-Марию и Луи-Александра — мадам Монтеспан является основоположником современного Орлеанского дома и предком его современного главы Генриха Орлеанского, графа Парижского.
С ней связаны современные династии Браганса (королевский род Португалии и Бразилии), Эсте, Габсбургов-Эсте, а также Савойская династия, главным образом через внучку Шарлотту Аглаю Орлеанскую (дочь Франсуазы-Марии).
Король Французов Луи-Филипп I был праправнуком Франсуазы-Марии. А через старшую дочь Луи-Филиппа, Луизу Марию Орлеанская супругу короля Бельгии Леопольда I, мадам Монтеспан является предком современного короля Бельгии Альберта II, а также его племянника, современного Великого герцога Люксембурга Анри.
Через сына Луи-Филиппа Фердинанда Филиппа она также имеет родственную связь с королём Испании Филиппом VI. Через четвёртую дочь Луи-Филиппа, принцессу Клементину Орлеанскую супругу племянника Леопольда принца Августа Саксен-Кобург-Готского, она также может считаться предком современного претендента на трон Болгарии, короля Симеона II.

### Дворец Кланьи

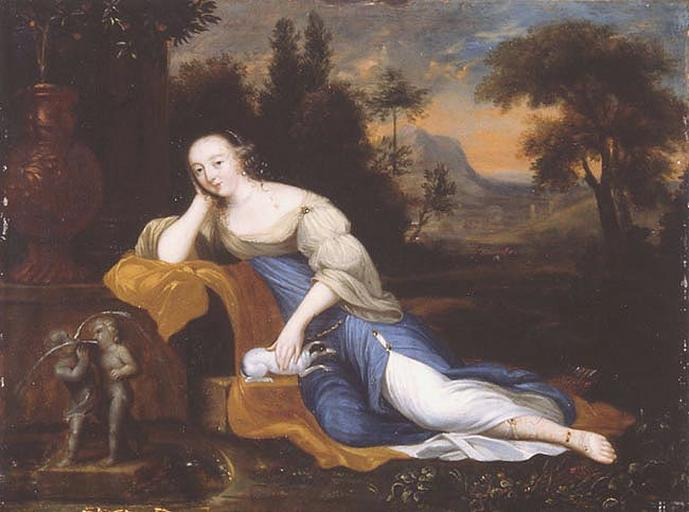
Свободный крой одеяния мадам Монтеспан (портрет Миньяра, Версаль)

Дворцово-парковый комплекс шато Кланьи был возведён в Версале между 1674 и 1680 годами по проекту Первого королевского архитектора Жюля Ардуэн-Мансара севернее Версальского дворца на землях, купленных королём Людовиком XIV в 1665 году. Мадам де Севинье писала, что над его сооружением трудилось 1200 рабочих, а смета составляла никак не меньше двух миллионов «ливров». Королевский ландшафтный архитектор Андре Ленотр создал сады, обращенные к величественному Версальскому дворцу, чей уменьшенной копией был дворец Кланьи. Помимо прочего, шато Кланьи было известно своей галереей. В 1685 году, одновременно с переселением мадам Монтеспан в Банный кабинет Версаля, Людовик XIV преподнёс великолепный дворец ей в подарок, очевидно намекая на желательность переезда Франсуазы из Версаля. После смерти маркизы Кланьи перешёл к её старшему сыну Луи-Огюсту, который впоследствии передал его своему сыну, также Луи-Огюсту. У него не было потомков и шато вернулось французской короне в 1766 году, а в 1769 году дворец был разрушен.

### Фарфоровый Трианон
В начальный период своей связи Людовик XIV распорядился построить в уединённом уголке Версальского парка павильон для утех с мадам Монтеспан, получивший название Фарфоровый Трианон. Он был окружён садами и был построен на месте селения Трианон. Этот хутор находился рядом с Версальским дворцом и Людовик выкупил эти земли и снёс церковь и другие постройки. Павильон задумывался как прибежище для пары влюблённых. Из-за хрупкости фаянсовых плиток, использованных в отделке его стен, павильон Фарфоровый трианон был снесён в 1687 году и на его месте построили дворец Большой Трианон из пиренейского розового мрамора.

### Мода
При королевском дворе женщины повторяли шикарный стиль одежды мадам Монтеспан; её платья зачастую были свободного кроя, не облегающими и не стесняющими движений. Такая свобода покроя позволяла ей более вольно перемещаться в периоды её многочисленных беременностей. Королева Мария Терезия безуспешно пыталась повторять её причёску с целью привлечь внимание короля. Впоследствии, даже после того как мадам Монтеспан оставила двор, модницы пытались копировать её одеяния.

### Королевский двор

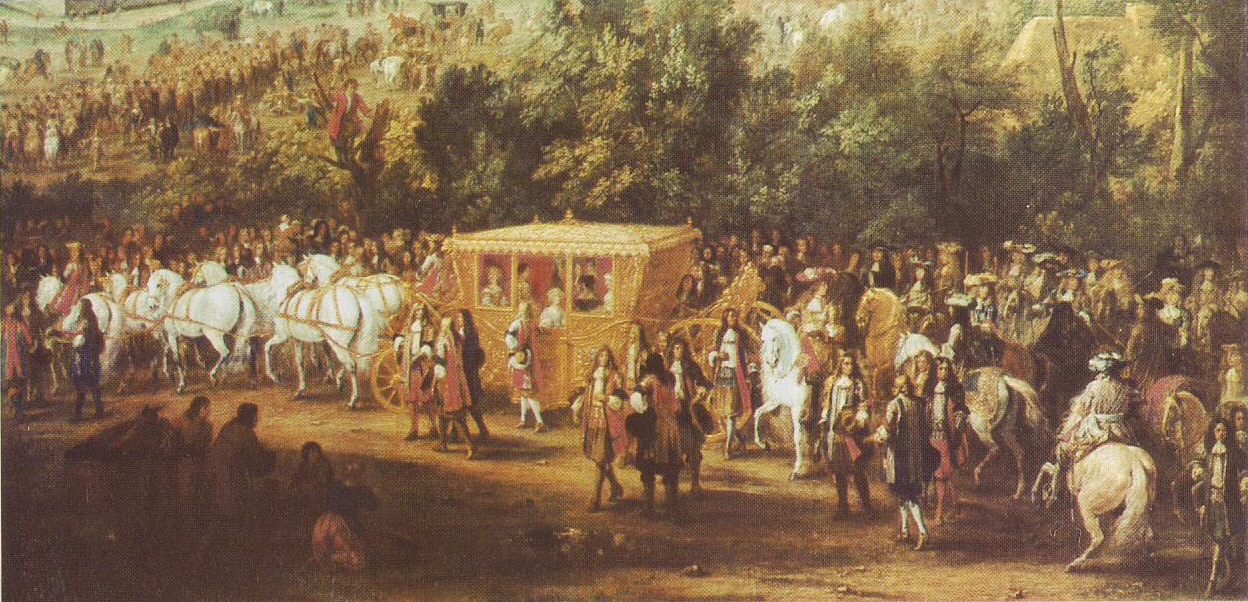
Французский двор под Аррасом в 1667 году

Являясь официальной фавориткой короля, мадам Монтеспан обычно приглашалась к королевскому двору, сопровождавшему монарха, к примеру, во время войн против голландцев или австрийцев. На картине фламандского художника Ван дер Мейлена, часто сопровождавшего короля Людовика XIV в его походах, представлена процессия королевского двора возле Арраса в 1667 году в ходе Деволюционной войны.
В карете находится мадам Монтеспан (блондинка в самой середине); кроме неё места в карете занимают Генриетта Стюарт, кузина короля Великая Мадемуазель, королева Мария Терезия, а также старшая сестра мадам Монтеспан, Габриела. Всадник в красной шляпе позади кареты — король Людовик XIV; его младший брат Филипп изображён в синем, правее короля.

## В искусстве

### В художественной литературе
- Является одним из персонажей серии «Анжелика» Анн и Сержа Голон (1960).
- Мадам де Монтеспан является одним из персонажей романа Александра Дюма «Виконт де Бражелон, или Десять лет спустя», где мадемуазель де Тонне-Шарант представлена одной из фрейлин принцессы Генриетты Английской и близкой подругой фаворитки короля Луизы де Лавальер.
- Как персонаж она присутствует в романе Артура Конан Дойля «Изгнанники».
- Является одним из персонажей романа Франсуазы Шандернагор «Королевская аллея: воспоминания Франсуазы д’Обинье, маркизы де Ментенон, супруги короля Франции»[англ.].
- Является одним из центральных персонажей в романе Георга Хильтля[нем.] «Опасные пути».

### В театре
- Мадам Монтеспан является действующим лицом в пьесе Викторьена Сарду L’Affaire des poisons (1907).
- Является одним из персонажей французского мюзикла «Король-Солнце» (2005).

### В кино
- Во французском фильме «Дело о ядах[фр.]» (1955 год) роль мадам де Монтеспан исполнила Даниэль Дарьё.
- «Путь короля» (Франция, 1996), режиссёр Нина Компанеец, в роли маркизы де Монтеспан Валентина Варела[фр.].
- В киноленте «Ватель» (2000) роль мадам де Монтеспан играла актриса Марин Дельтерм.
- В фильме «Версальский роман» (2014 год) роль мадам де Монтеспан исполнила Дженнифер Эль.
- В сериале «Версаль» (2015—2017) роль мадам де Монтеспан сыграла Анна Брюстер.

### В музыке
- Madame de Montespan — название музыкальной группы из Парижа, существовавшей в 2007—2010 годах.[16].